# Mártires de Zaragoza
Los Innumerables mártires de Zaragoza fueron 18 cristianos que murieron a comienzos del siglo IV en esa ciudad, víctimas de las persecuciones romanas.

## Fuentes

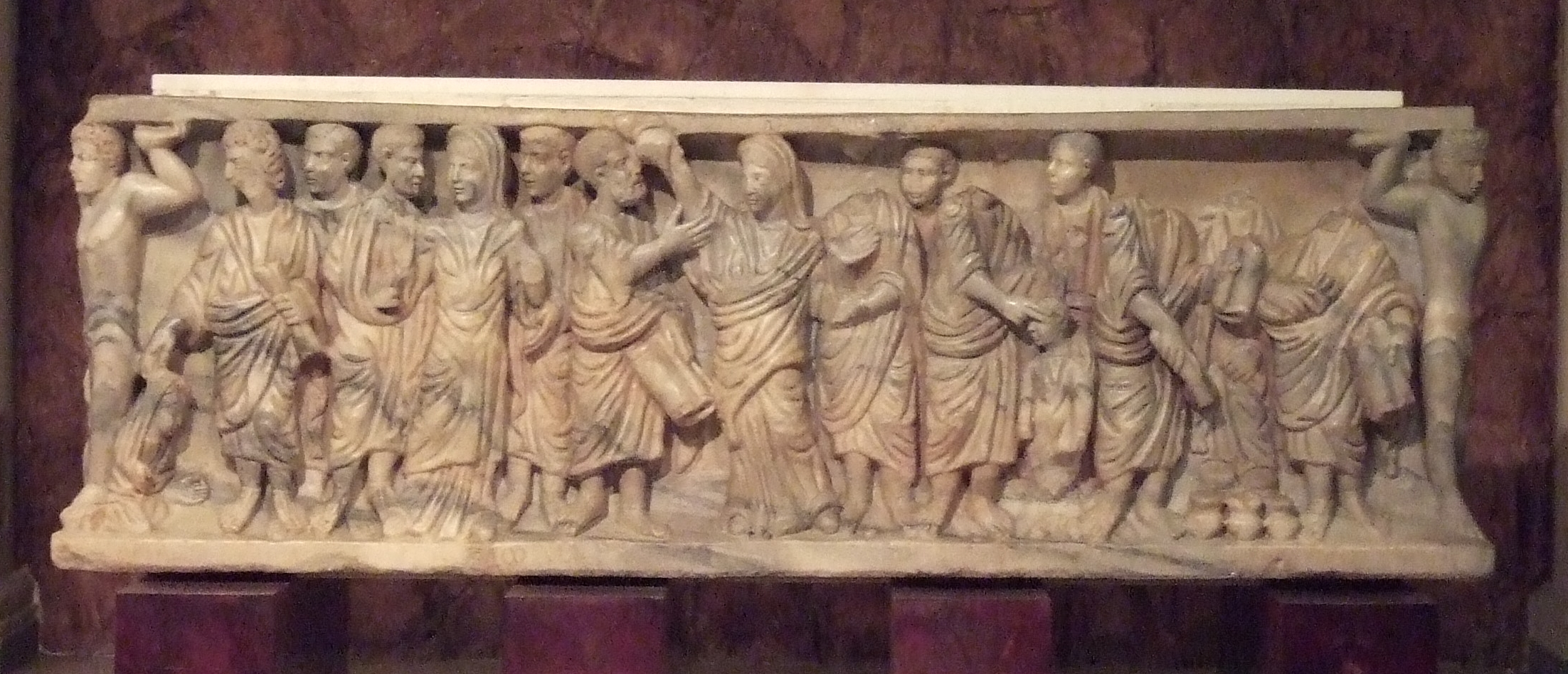
Sarcófago llamado de la receptio animae o de la Asunción (ha. 330-350 d. C.), procedente de una necrópolis cristiana cerca de la iglesia basílica de Santa Engracia, donde se encuentran en la actualidad. La iconografía muestra diversas escenas, entre las que se puede destacar la curación de la hemorroísa y Cristo, la receptio animae, la curación del ciego, las bodas de Caná.

## Culto
El culto lo recibían ya en el siglo V, al menos en su sepulcro, como testimonia Prudencio, y más tarde lo confirma algún texto litúrgico. Hacia el siglo VII debió de propagarse por las demás regiones. Inicialmente parece que eran celebrados durante la semana de Pascua; después, probablemente a partir del año 586, se fijó la fiesta de Santa Engracia y los «innumerables mártires de Zaragoza» en el 16 de abril, con motivo del retorno a la ortodoxia de la Iglesia local, pasada al arrianismo unos años antes con su obispo Vicente. Por entonces debió de comenzar también la celebración de otra fiesta de los Innumerables Mártires (3 de noviembre) destinada a recordar la reconciliación de su basílica; y en la misma época sé compondría asimismo la misa hispánica. Los martirologios medievales recogen esta noticia.